# Dohrniphora anterospinalis
Dohrniphora anterospinalis är en tvåvingeart som beskrevs av Borgmeier 1923. Dohrniphora anterospinalis ingår i släktet Dohrniphora och familjen puckelflugor. Inga underarter finns listade i Catalogue of Life.